# Viira (Muhu)
Viira (Duits: Wiiraküla) is een plaats in de Estlandse gemeente Muhu, provincie Saaremaa. De plaats heeft de status van dorp (Estisch: küla).

## Bevolking
Het dorp had 50 inwoners op 31 december 2011 en 47 inwoners op 31 december 2021.

## Ligging
Viira ligt aan de Põhimaantee 10, de hoofdweg van Risti via Virtsu en Muhu naar Kuressaare.

## Geschiedenis
Viira werd in 1570 voor het eerst genoemd onder de naam Wirakulla als Wacke, een administratieve eenheid voor een groep boeren met gezamenlijke verplichtingen. In 1645 heette de plaats Wiroküll of Wiraküll en lag ze in de Wacke Ennenkulle. Het dorp Ennenküll, het centrum van de Wacke, werd in de loop van de 17e eeuw het centrum van het landgoed Mohn-Großenhof. Sinds het eind van de 19e eeuw ligt hier het dorp Suuremõisa. Viira lag ook op dat landgoed.

## Kerkhof
Op het grondgebied van het dorp ligt het lutherse kerkhof van Muhu (Estisch: Muhu kalmistu). Het hoort bij de parochie van de lutherse kerk in Liiva, de hoofdplaats van het eiland, die 1,5 km van Viira verwijderd ligt. Hier ligt Carl Wilhelm Freundlich (1803–1872), schrijver en schoolmeester, begraven.

## Foto's

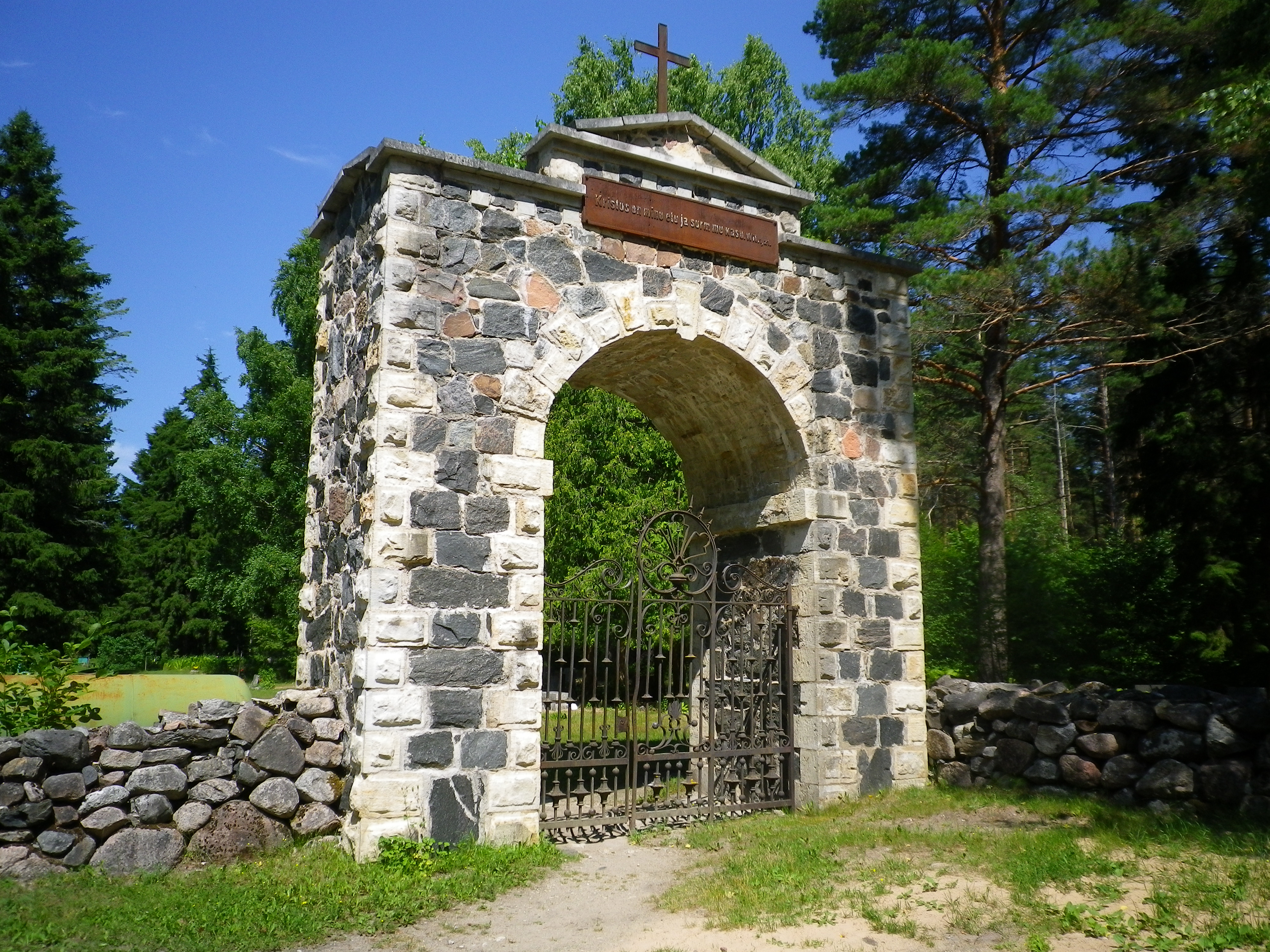
Toegangspoort tot het kerkhof
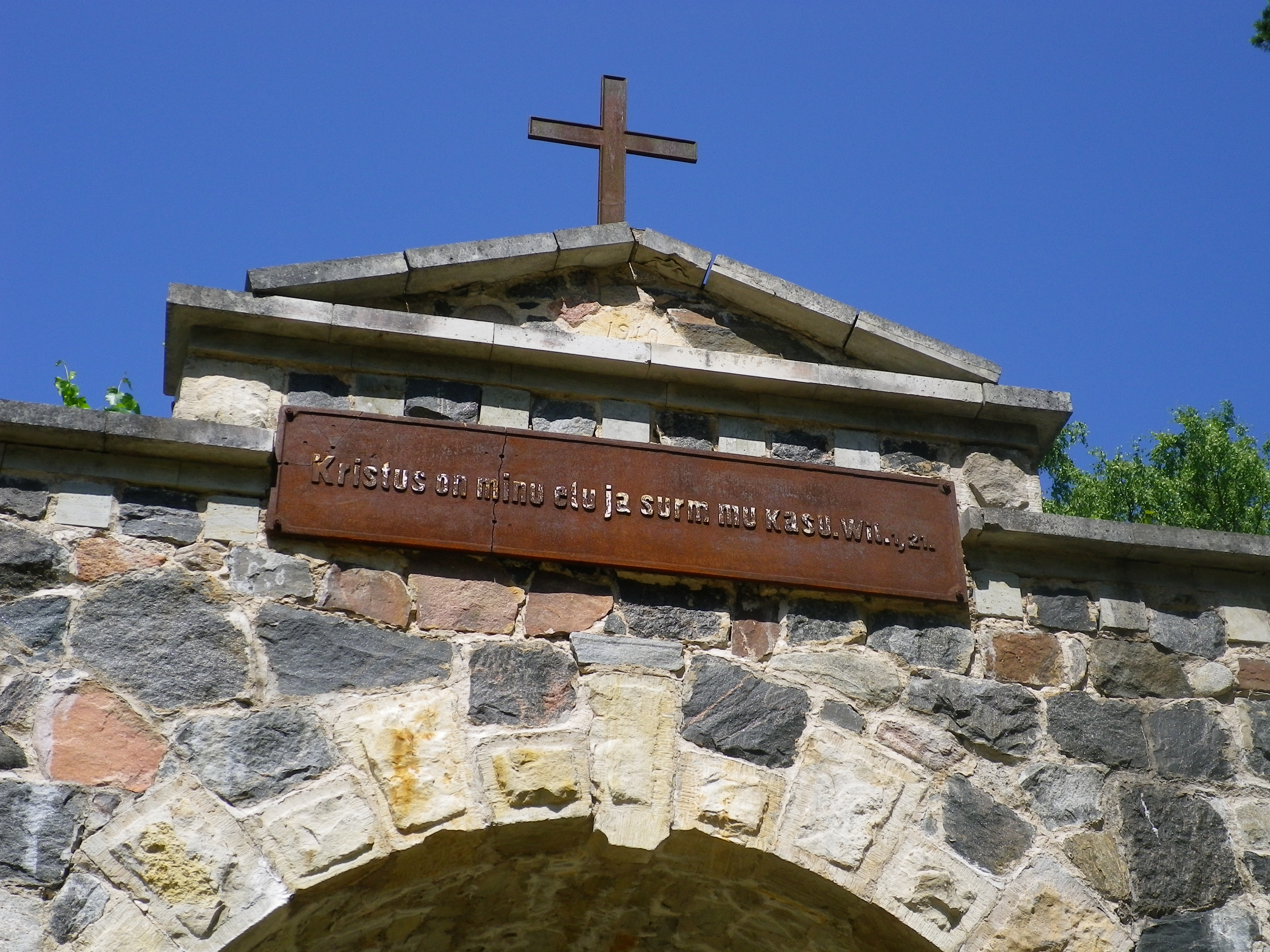
Fronton boven de toegangspoort